# PRIDE Shockwave 2003
PRIDE Shockwave 2003 fue un evento de artes marciales mixtas producido por PRIDE Fighting Championships, celebrado el 31 de diciembre de 2003 en el Saitama Super Arena de Saitama.